# Coelioxys kualana
Coelioxys kualana är en biart som beskrevs av Cockerell 1927. Coelioxys kualana ingår i släktet kägelbin, och familjen buksamlarbin. Inga underarter finns listade i Catalogue of Life.